# Leucochroma analytica
Leucochroma analytica är en fjärilsart som beskrevs av Dyar 1914. Leucochroma analytica ingår i släktet Leucochroma och familjen Crambidae. Inga underarter finns listade i Catalogue of Life.